# 紀元前64年
紀元前64年（きげんぜん64ねん）は、ローマ暦の年である。

## 他の紀年法
- 干支 : 丁巳
- 日本
  - 崇神天皇34年
  - 皇紀597年
- 中国
  - 前漢 : 元康2年
- 朝鮮
  - 檀紀2270年
- 仏滅紀元 : 480年
- ユダヤ暦 : 3697年 - 3698年

## できごと

### ローマ
- 護民官セルヴィリウス・ルルスが農業改革の法律を提案した。
- グナエウス・ポンペイウスがポントスを破壊し、ミトリダテス6世はクリミア半島に逃走後、自殺した。
- ポンペイウスはシリアを併合し、エルサレムを占拠してユダヤをも併合した。

### シリア
- アンティオコス13世が退位し、セレウコス朝が滅亡した。